# Qualificazioni al campionato europeo femminile di calcio 2005
Le qualificazioni al campionato europeo femminile di calcio 2005 ebbero luogo dal 26 marzo 2003 al 27 novembre 2004. Videro coinvolte 34 squadre divise in due classi. Solo le 20 squadre della prima classe si contesero i sette posti per la fase finale. Inghilterra qualificata di diritto in quanto paese ospitante. 

## Prima Classe

### Gruppo 1
| Data              | Luogo       | Squadra 1           | Risultato | Squadra 2           |
| ----------------- | ----------- | ------------------- | --------- | ------------------- |
| 30 marzo 2003     | Trento      | Italia              | 8 - 0     | Serbia e Montenegro |
| 18 aprile 2003    | Kalmar      | Svezia              | 6 - 0     | Svizzera            |
| 17 maggio 2003    | Solna       | Svezia              | 5 - 0     | Italia              |
| 17 maggio 2003    | Breitenbach | Svizzera            | 1 - 0     | Serbia e Montenegro |
| 1º giugno 2003    | Espoo       | Finlandia           | 1 - 1     | Svizzera            |
| 19 luglio 2003    | Vaasa       | Finlandia           | 1 - 1     | Italia              |
| 9 agosto 2003     | Eskilstuna  | Svezia              | 2 - 1     | Finlandia           |
| 27 settembre 2003 | Subotica    | Serbia e Montenegro | 0 - 1     | Finlandia           |
| 27 settembre 2003 | Frauenfeld  | Svizzera            | 0 - 1     | Italia              |
| 15 novembre 2003  | Železnik    | Serbia e Montenegro | 0 - 4     | Svezia              |
| 24 aprile 2004    | Andria      | Italia              | 1 - 1     | Finlandia           |
| 24 aprile 2004    | Soletta     | Svizzera            | 0 - 2     | Svezia              |
| 12 maggio 2004    | Växjö       | Svezia              | 5 - 1     | Serbia e Montenegro |
| 15 maggio 2004    | Helsinki    | Finlandia           | 4 - 0     | Serbia e Montenegro |
| 22 maggio 2004    | Trapani     | Italia              | 0 - 0     | Svizzera            |
| 26 giugno 2004    | Benevento   | Italia              | 2 - 1     | Svezia              |
| 4 settembre 2004  | Visp        | Svizzera            | 0 - 2     | Finlandia           |
| 25 settembre 2004 | Niš         | Serbia e Montenegro | 1 - 2     | Italia              |
| 29 settembre 2004 | Kruševac    | Serbia e Montenegro | 1 - 0     | Svizzera            |
| 2 ottobre 2004    | Vaasa       | Finlandia           | 1 - 1     | Svezia              |

| Pos | Squadra             | Pti | G | V | N | P | GF | GS |
| --- | ------------------- | --- | - | - | - | - | -- | -- |
| 1   | Svezia              | 19  | 8 | 6 | 1 | 1 | 26 | 5  |
| 2   | Italia              | 15  | 8 | 4 | 3 | 1 | 15 | 9  |
| 3   | Finlandia           | 13  | 8 | 3 | 4 | 1 | 12 | 6  |
| 4   | Svizzera            | 5   | 8 | 1 | 2 | 5 | 2  | 13 |
| 5   | Serbia e Montenegro | 3   | 8 | 1 | 0 | 7 | 3  | 25 |

Svezia qualificata. Italia e Finlandia ai playoff.

### Gruppo 2
| Data              | Luogo           | Squadra 1   | Risultato | Squadra 2   |
| ----------------- | --------------- | ----------- | --------- | ----------- |
| 26 marzo 2003     | Zwolle          | Paesi Bassi | 0 - 1     | Spagna      |
| 11 maggio 2003    | Kristiansand    | Norvegia    | 6 - 0     | Belgio      |
| 15 maggio 2003    | Mandal          | Norvegia    | 2 - 0     | Paesi Bassi |
| 11 settembre 2003 | Oppegård        | Norvegia    | 1 - 1     | Danimarca   |
| 5 ottobre 2003    | Wavre           | Belgio      | 1 - 6     | Danimarca   |
| 18 ottobre 2003   | Odense          | Danimarca   | 3 - 0     | Paesi Bassi |
| 16 novembre 2003  | Talayuela       | Spagna      | 0 - 2     | Norvegia    |
| 22 novembre 2003  | Eindhoven       | Paesi Bassi | 3 - 0     | Belgio      |
| 29 febbraio 2004  | Alginet         | Spagna      | 9 - 1     | Belgio      |
| 7 marzo 2004      | Strombeek-Bever | Belgio      | 1 - 6     | Norvegia    |
| 21 marzo 2004     | La Roda         | Spagna      | 0 - 0     | Paesi Bassi |
| 18 aprile 2004    | Lucena          | Spagna      | 0 - 1     | Danimarca   |
| 25 aprile 2004    | Heverlee        | Belgio      | 0 - 3     | Paesi Bassi |
| 2 maggio 2004     | Mons            | Belgio      | 2 - 0     | Spagna      |
| 22 maggio 2004    | Farum           | Danimarca   | 2 - 0     | Spagna      |
| 22 maggio 2004    | Wezep           | Paesi Bassi | 0 - 2     | Norvegia    |
| 27 maggio 2004    | Odense          | Danimarca   | 2 - 1     | Norvegia    |
| 26 settembre 2004 | Aalborg         | Danimarca   | 6 - 0     | Belgio      |
| 29 settembre 2004 | Katwijk         | Paesi Bassi | 1 - 5     | Danimarca   |
| 2 ottobre 2004    | Porsgrunn       | Norvegia    | 2 - 0     | Spagna      |

| Pos | Squadra     | Pti | G | V | N | P | GF | GS |
| --- | ----------- | --- | - | - | - | - | -- | -- |
| 1   | Danimarca   | 22  | 8 | 7 | 1 | 0 | 26 | 4  |
| 2   | Norvegia    | 19  | 8 | 6 | 1 | 1 | 22 | 4  |
| 3   | Spagna      | 7   | 8 | 2 | 1 | 5 | 10 | 10 |
| 4   | Paesi Bassi | 7   | 8 | 2 | 1 | 5 | 7  | 13 |
| 5   | Belgio      | 3   | 8 | 1 | 0 | 7 | 5  | 39 |

Danimarca qualificata. Norvegia ai playoff.

### Gruppo 3
| Data              | Luogo                | Squadra 1 | Risultato | Squadra 2 |
| ----------------- | -------------------- | --------- | --------- | --------- |
| 19 aprile 2003    | Czechowice-Dziedzice | Polonia   | 0 - 2     | Ungheria  |
| 11 maggio 2003    | Kecskemét            | Ungheria  | 0 - 4     | Francia   |
| 18 maggio 2003    | Mosca                | Russia    | 6 - 0     | Polonia   |
| 14 giugno 2003    | Reykjavík            | Islanda   | 4 - 1     | Ungheria  |
| 9 agosto 2003     | Seljatino            | Russia    | 1 - 1     | Islanda   |
| 8 settembre 2003  | Dunaújváros          | Ungheria  | 1 - 3     | Russia    |
| 8 settembre 2003  | Bonneuil-sur-Marne   | Francia   | 2 - 0     | Islanda   |
| 13 settembre 2003 | Reykjavík            | Islanda   | 10 - 0    | Polonia   |
| 27 settembre 2003 | Bydgoszcz            | Polonia   | 2 - 3     | Islanda   |
| 15 novembre 2003  | Quimper              | Francia   | 7 - 1     | Polonia   |
| 24 aprile 2004    | Reims                | Francia   | 6 - 0     | Ungheria  |
| 1º maggio 2004    | Dunaújváros          | Ungheria  | 2 - 2     | Polonia   |
| 8 maggio 2004     | Kwidzyn              | Polonia   | 1 - 1     | Russia    |
| 16 maggio 2004    | Seljatino            | Russia    | 0 - 3     | Francia   |
| 29 maggio 2004    | Székesfehérvár       | Ungheria  | 0 - 5     | Islanda   |
| 2 giugno 2004     | Reykjavík            | Islanda   | 0 - 3     | Francia   |
| 22 agosto 2004    | Reykjavík            | Islanda   | 0 - 2     | Russia    |
| 26 settembre 2004 | Digione              | Francia   | 2 - 5     | Russia    |
| 3 ottobre 2004    | Seljatino            | Russia    | 4 - 0     | Ungheria  |
| 3 ottobre 2004    | Opole                | Polonia   | 1 - 5     | Francia   |

| Pos | Squadra  | Pti | G | V | N | P | GF | GS |
| --- | -------- | --- | - | - | - | - | -- | -- |
| 1   | Francia  | 21  | 8 | 7 | 0 | 1 | 32 | 7  |
| 2   | Russia   | 17  | 8 | 5 | 2 | 1 | 22 | 8  |
| 3   | Islanda  | 13  | 8 | 4 | 1 | 3 | 23 | 11 |
| 4   | Ungheria | 4   | 8 | 1 | 1 | 6 | 6  | 28 |
| 5   | Polonia  | 2   | 8 | 0 | 2 | 6 | 7  | 36 |

Francia qualificata. Russia e Islanda ai playoff.

### Gruppo 4
| Data              | Luogo              | Squadra 1  | Risultato | Squadra 2  |
| ----------------- | ------------------ | ---------- | --------- | ---------- |
| 27 marzo 2003     | Potsdam            | Germania   | 5 - 0     | Scozia     |
| 10 maggio 2003    | Kiev               | Ucraina    | 0 - 1     | Portogallo |
| 18 maggio 2003    | Livingston         | Scozia     | 5 - 1     | Ucraina    |
| 7 giugno 2003     | Nelas              | Portogallo | 1 - 8     | Scozia     |
| 8 giugno 2003     | Luc'k              | Ucraina    | 1 - 1     | Rep. Ceca  |
| 9 agosto 2003     | Kiev               | Ucraina    | 1 - 3     | Germania   |
| 28 agosto 2003    | Passavia           | Germania   | 4 - 0     | Rep. Ceca  |
| 19 ottobre 2003   | Kravaře            | Rep. Ceca  | 2 - 0     | Scozia     |
| 15 novembre 2003  | Reutlingen         | Germania   | 13 - 0    | Portogallo |
| 6 dicembre 2003   | Pombal             | Portogallo | 0 - 1     | Rep. Ceca  |
| 7 febbraio 2004   | Albufeira          | Portogallo | 0 - 11    | Germania   |
| 3 aprile 2004     | Setúbal            | Portogallo | 1 - 2     | Ucraina    |
| 10 aprile 2004    | Sinferopoli        | Ucraina    | 1 - 0     | Scozia     |
| 28 aprile 2004    | Oldenburg          | Germania   | 6 - 0     | Ucraina    |
| 2 maggio 2004     | Livingston         | Scozia     | 1 - 3     | Germania   |
| 9 maggio 2004     | Uherské Hradiště   | Rep. Ceca  | 5 - 1     | Portogallo |
| 23 maggio 2004    | Livingston         | Scozia     | 2 - 1     | Portogallo |
| 5 giugno 2004     | Roudnice nad Labem | Rep. Ceca  | 4 - 1     | Ucraina    |
| 5 settembre 2004  | Dingwall           | Scozia     | 3 - 2     | Rep. Ceca  |
| 25 settembre 2004 | Příbram            | Rep. Ceca  | 0 - 5     | Germania   |

| Pos | Squadra    | Pti | G | V | N | P | GF | GS |
| --- | ---------- | --- | - | - | - | - | -- | -- |
| 1   | Germania   | 24  | 8 | 8 | 0 | 0 | 50 | 2  |
| 2   | Rep. Ceca  | 13  | 8 | 4 | 1 | 3 | 15 | 15 |
| 3   | Scozia     | 12  | 8 | 4 | 0 | 4 | 19 | 16 |
| 4   | Ucraina    | 7   | 8 | 2 | 1 | 5 | 7  | 21 |
| 5   | Portogallo | 3   | 8 | 1 | 0 | 7 | 5  | 42 |

Germania qualificata. Rep. Ceca ai playoff.

## Seconda Classe

### Gruppo 5
| Data              | Luogo          | Squadra 1            | Risultato | Squadra 2            |
| ----------------- | -------------- | -------------------- | --------- | -------------------- |
| 19 aprile 2003    | Breza          | Bosnia ed Erzegovina | 0 - 1     | Croazia              |
| 18 maggio 2003    | Dublino        | Irlanda              | 6 - 0     | Bosnia ed Erzegovina |
| 25 maggio 2003    | Velika Gorica  | Croazia              | 0 - 0     | Irlanda              |
| 28 giugno 2003    | Dublino        | Irlanda              | 2 - 2     | Romania              |
| 10 agosto 2003    | Bucarest       | Romania              | 3 - 0     | Malta                |
| 24 settembre 2003 | Sarajevo       | Bosnia ed Erzegovina | 1 - 0     | Malta                |
| 28 settembre 2003 | Vrbovec        | Croazia              | 3 - 0     | Malta                |
| 12 ottobre 2003   | Câmpina        | Romania              | 2 - 0     | Bosnia ed Erzegovina |
| 18 ottobre 2003   | Belišće        | Croazia              | 2 - 3     | Romania              |
| 22 ottobre 2003   | Ta' Qali       | Malta                | 0 - 9     | Irlanda              |
| 16 novembre 2003  | Gozo           | Malta                | 1 - 4     | Croazia              |
| 10 aprile 2004    | Dublino        | Irlanda              | 8 - 1     | Croazia              |
| 1º maggio 2004    | Bucarest       | Romania              | 1 - 1     | Irlanda              |
| 8 maggio 2004     | Ħamrun         | Malta                | 0 - 8     | Romania              |
| 9 maggio 2004     | Vogošća        | Bosnia ed Erzegovina | 1 - 4     | Irlanda              |
| 16 maggio 2004    | Slavonski Brod | Croazia              | 6 - 0     | Bosnia ed Erzegovina |
| 25 giugno 2004    | Dublino        | Irlanda              | 5 - 0     | Malta                |
| 5 settembre 2004  | Ta' Qali       | Malta                | 0 - 2     | Bosnia ed Erzegovina |
| 19 settembre 2004 | Vogošća        | Bosnia ed Erzegovina | 0 - 0     | Romania              |
| 2 ottobre 2004    | Bucarest       | Romania              | 10 - 0    | Croazia              |

| Pos | Squadra              | Pti | G | V | N | P | GF | GS |
| --- | -------------------- | --- | - | - | - | - | -- | -- |
| 1   | Irlanda              | 18  | 8 | 5 | 3 | 0 | 35 | 5  |
| 2   | Romania              | 18  | 8 | 5 | 3 | 0 | 29 | 5  |
| 3   | Croazia              | 13  | 8 | 4 | 1 | 3 | 17 | 22 |
| 4   | Bosnia ed Erzegovina | 7   | 8 | 2 | 1 | 5 | 4  | 19 |
| 5   | Malta                | 0   | 8 | 0 | 0 | 8 | 1  | 35 |

### Gruppo 6
| Data              | Luogo         | Squadra 1   | Risultato | Squadra 2   |
| ----------------- | ------------- | ----------- | --------- | ----------- |
| 17 maggio 2003    | Mahilëŭ       | Bielorussia | 5 - 0     | Estonia     |
| 10 agosto 2003    | Pärnu         | Estonia     | 1 - 4     | Israele     |
| 24 agosto 2003    | Pärnu         | Estonia     | 3 - 2     | Kazakistan  |
| 14 settembre 2003 | Almaty        | Kazakistan  | 0 - 0     | Israele     |
| 18 ottobre 2003   | Mahilëŭ       | Bielorussia | 1 - 1     | Israele     |
| 9 maggio 2004     | Ramat Gan     | Israele     | 12 - 1    | Estonia     |
| 25 maggio 2004    | Astana        | Kazakistan  | 0 - 2     | Bielorussia |
| 30 maggio 2004    | Herzliya      | Israele     | 3 - 1     | Kazakistan  |
| 25 agosto 2004    | Minsk         | Bielorussia | 8 - 1     | Kazakistan  |
| 29 agosto 2004    | Pärnu         | Estonia     | 1 - 3     | Bielorussia |
| 19 settembre 2004 | Astana        | Kazakistan  | 0 - 0     | Estonia     |
| 2 ottobre 2004    | Rishon LeZion | Israele     | 0 - 2     | Bielorussia |

| Pos | Squadra     | Pti | G | V | N | P | GF | GS |
| --- | ----------- | --- | - | - | - | - | -- | -- |
| 1   | Bielorussia | 16  | 6 | 5 | 1 | 0 | 21 | 3  |
| 2   | Israele     | 11  | 6 | 3 | 2 | 1 | 20 | 6  |
| 3   | Estonia     | 4   | 6 | 1 | 1 | 4 | 6  | 26 |
| 4   | Kazakistan  | 2   | 6 | 0 | 2 | 4 | 4  | 16 |
| -   | Galles      | 0   | 0 | 0 | 0 | 0 | 0  | 0  |

### Gruppo 7
| Data              | Luogo                      | Squadra 1  | Risultato | Squadra 2  |
| ----------------- | -------------------------- | ---------- | --------- | ---------- |
| 10 maggio 2003    | Ybbs an der Donau          | Austria    | 11 - 0    | Armenia    |
| 13 maggio 2003    | Ybbs an der Donau          | Armenia    | 0 - 11    | Austria    |
| 9 settembre 2003  | Dubnica nad Váhom          | Slovacchia | 5 - 0     | Armenia    |
| 12 settembre 2003 | Prievidza                  | Armenia    | 0 - 10    | Slovacchia |
| 25 ottobre 2003   | Livadeia                   | Grecia     | 7 - 0     | Armenia    |
| 28 ottobre 2003   | Tebe                       | Armenia    | 0 - 9     | Grecia     |
| 15 novembre 2003  | Drama                      | Grecia     | 3 - 1     | Slovacchia |
| 29 novembre 2003  | Naoussa                    | Grecia     | 0 - 2     | Austria    |
| 24 aprile 2004    | Ottensheim                 | Austria    | 1 - 2     | Grecia     |
| 29 aprile 2004    | Senec                      | Slovacchia | 2 - 2     | Grecia     |
| 8 maggio 2004     | Leopoldsdorf im Marchfelde | Austria    | 3 - 0     | Slovacchia |
| 21 agosto 2004    | Senec                      | Slovacchia | 2 - 3     | Austria    |

| Pos | Squadra    | Pti | G | V | N | P | GF | GS |
| --- | ---------- | --- | - | - | - | - | -- | -- |
| 1   | Austria    | 15  | 6 | 5 | 0 | 1 | 31 | 4  |
| 2   | Grecia     | 13  | 6 | 4 | 1 | 1 | 23 | 6  |
| 3   | Slovacchia | 7   | 6 | 2 | 1 | 3 | 20 | 11 |
| 4   | Armenia    | 0   | 6 | 0 | 0 | 6 | 0  | 53 |

## Playoff
| Squadra 1 | Totale | Squadra 2 | Andata | Ritorno |
| --------- | ------ | --------- | ------ | ------- |
| Finlandia | 4 - 1  | Russia    | 1 - 0  | 3 - 1   |
| Islanda   | 3 - 9  | Norvegia  | 2 - 7  | 1 - 2   |
| Italia    | 5 - 1  | Rep. Ceca | 2 - 1  | 3 - 0   |

Finlandia, Norvegia, Italia qualificate.